# Petra De Steur

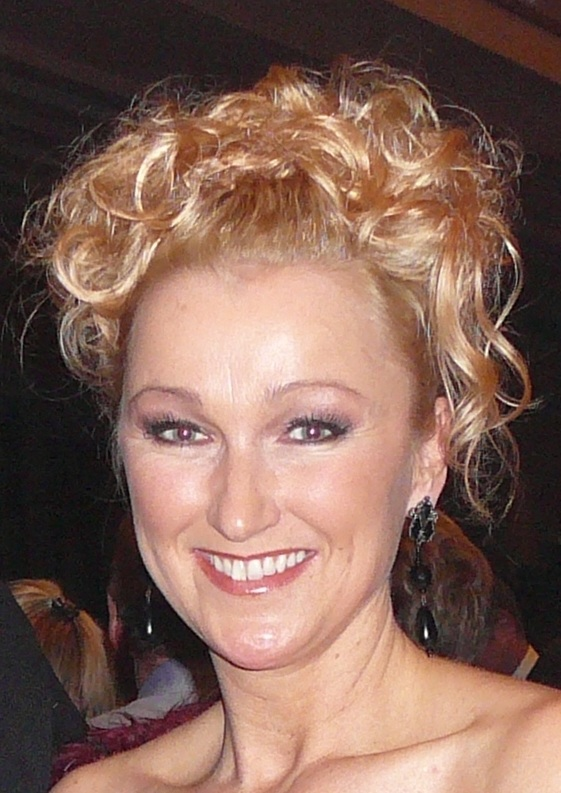
Petra De Steur op het jaarlijks muziekevenement De Eregalerij in 2013

Petra Maria De Steur (Gent, 20 juni 1972) is een Vlaamse zangeres. Zij heeft onder verschillende namen liedjes uitgebracht, waaronder Petra, Petra & Co, La Sakhra, Pep Art en OhOh7.
Nadat zij in 1988 werd ontdekt, scoorde ze in de jaren negentig als Petra & Co. een reeks hits: Laat je gaan (1989), Jij daar! (1990), Het loze vissertje (1991) en In een klein stationnetje (1992). Petra valt op door haar extravagante kapsels en ingewikkelde dans-routines.
In 1990 en 1992 was ze te zien in de serie Samson en Gert.
In 1993 en 1999 deed ze mee aan Eurosong maar scoorde slecht. Ze krijgt een flinke dosis kritiek over zich heen. Na een inzinking kwam zij als enkel Petra in 1996 terug met een uptempo versie van Ik leef voor jou, de laatste hit van Ann Christy. Andere hits uit deze periode waren 'k Beloof jou en Vrij (1996), Jij en ik (1997) en Geen denken aan (1998). Daarna bleven platensuccessen uit.
In 2000 was ze achtergrondzangeres in de Waalse voorronde voor het Eurovisiesongfestival bij zanger Gerlando. In 2006 deed ze opnieuw een gooi naar een eurovisieticket onder de naam La Sakhra. In de eerste voorronde werd ze derde. Normaal gezien stopt het avontuur dan, maar dit jaar werd er voor het eerst met halve finales gewerkt en mocht Petra toch aantreden in de tweede halve finale. De vakjury bekroonde haar met de zegepalm en dat deden ook de volgende 3 jury's. De Eén-kijker gaf haar de 4de plaats, maar haar voorsprong was te groot en ze won de tweede halve finale. In de finale moest ze het afleggen tegen Kate Ryan.
In 2014 probeerde Petra opnieuw het ticket voor het Eurovisiesongfestival te bemachtigen. In de preselectie Eurosong nam ze deel met het liedje Killer touch. In de act van het liedje was ze verkleed als Roodkapje. Ze raakte niet in de finale en werd dus niet verkozen als Belgische inzending van dat jaar.

## Ultratop
| Single met hitnotering(en) in de Vlaamse Ultratop 50 | Datum van verschijnen | Datum van binnenkomst | Hoogste positie | Aantal weken | Opmerkingen    |
| ---------------------------------------------------- | --------------------- | --------------------- | --------------- | ------------ | -------------- |
| Laat je gaan / Just let go                           | 1989                  | 18-11-1989            | 15              | 13           | als Petra & Co |
| Jij daar!                                            | 1990                  | 10-03-1990            | 20              | 12           | als Petra & Co |
| Verliefd zijn is...                                  | 1990                  | 06-10-1990            | 45              | 4            | als Petra      |
| Ça va                                                | 1990                  | 29-12-1990            | 46              | 3            | als Petra & Co |
| Jij bent zo mooi                                     | 1991                  | 23-02-1991            | 20              | 12           | als Petra      |
| Mooi is het leven                                    | 1991                  | 15-06-1991            | 24              | 9            | als Petra      |
| Het looze visschertje                                | 1991                  | 24-08-1991            | 10              | 9            | als Petra & Co |
| Vergeet me niet                                      | 1991                  | 14-12-1991            | 41              | 4            | als Petra      |
| Niets voor niets                                     | 1992                  | 22-02-1992            | 35              | 4            | als Petra      |
| Nooit zo dichtbij                                    | 1992                  | 30-05-1992            | 38              | 6            | als Petra      |
| In een klein stationnetje                            | 1992                  | 01-08-1992            | 16              | 10           | als Petra & Co |
| Ik hou van jou                                       | 1993                  | 06-03-1993            | 46              | 3            | als Petra      |
| Vlaanderen mijn land                                 | 1993                  | 31-07-1993            | 44              | 3            | als Petra      |
| Enjoy                                                | 1994                  | 02-04-1994            | 22              | 8            | als Pep Art    |
| Ne me laisse pas comme ça                            | 1994                  | 08-10-1994            | 42              | 1            | als Petra      |
| Ik leef voor jou                                     | 1996                  | 23-03-1996            | 7               | 15           | als Petra      |
| 'k Beloof jou                                        | 1996                  | 10-08-1996            | 15              | 13           | als Petra      |
| Vrij                                                 | 1996                  | 30-11-1996            | 23              | 9            | als Petra      |
| Jij & ik                                             | 1997                  | 31-05-1997            | 44              | 3            | als Petra      |
| Jawa                                                 | 1997                  | 16-08-1997            | tip3            | -            | als Petra      |
| Als ik droom                                         | 1997                  | 13-12-1997            | 35              | 7            | als Petra      |
| Geen denken aan                                      | 1998                  | 30-05-1998            | tip6            | -            | als Petra      |
| Diep in mijn huid                                    | 1999                  | 17-04-1999            | tip18           | -            | als Petra      |
| Angel                                                | 2001                  | 16-02-2002            | 50              | 1            | als Petra      |
| What a feeling                                       | 2002                  | 17-08-2002            | 44              | 2            | als Petra      |
| Wonderland                                           | 2006                  | 04-03-2006            | 4               | 5            | als La Sakhra  |
| It's over                                            | 26-09-2011            | 12-11-2011            | tip61           | 2            | als OhOh7      |
| If you were my man                                   | 01-02-2013            | 09-02-2013            | tip51           | -            | als Petra      |
| Dance                                                | 29-04-2013            | 08-06-2013            | tip85           | -            | als Petra      |